# NGC 926
NGC 926 (również PGC 9256 lub UGC 1901) – galaktyka spiralna z poprzeczką (SBbc), znajdująca się w gwiazdozbiorze Wieloryba w odległości około 310 milionów lat świetlnych. Odkrył ją Wilhelm Tempel w 1876 roku.